# Acalypha filiformis
Acalypha filiformis är en törelväxtart som beskrevs av Jean Louis Marie Poiret. Acalypha filiformis ingår i släktet akalyfor, och familjen törelväxter.

## Underarter
Arten delas in i följande underarter:
- A. f. filiformis
- A. f. rubra
- A. f. goudotiana
- A. f. ovalifolia
- A. f. pervilleana
- A. f. urophylla
- A. f. urophylloides